# 김천동신초등학교
김천동신초등학교는 대한민국 경상북도 김천시에 있는 공립 초등학교이다.

## 학교 연혁
- 2002.09.01 김천동신초등학교 개교(19학급 편성)
- 2003.03.01 ~ 2005.02.28 도교육청 지정 ‘창의성 교육 시범학교’ 운영
- 2003.03.01 김천동신초등학교 병설유치원 개원, 초등학교 29학급 편성
- 2003.05.15 교실 5칸 증축
- 2004.11.01 교실 8칸 증축
- 2005.03.01 유치원 2학급 편성
- 2006.03.01 특수학급 1학급 신설
- 2006.06.28 강당 개관, 교실 7칸 증축
- 2007.03.01 ~ 2008.02.29 도교육청 지정 ‘방과후학교 시범학교’ 운영
- 2009.09.01 제5대 한은환 교장 부임
- 2011.02.15 제9회 졸업식(졸업생 총수 1446명)
- 2011.03.01 경상북도교육청 지정 ‘창의·인성교육(교과)’ 시범학교 운영(2년간)
- 2012.02.16 제10회 졸업식(졸업생 총수 1666명)
- 2012.03.01 초등학교 38학급(특수학급 1학급), 유치원 2학급 편성
- 2013.02.15 제11회 졸업식(졸업생 총수 1,882명)
- 2013.03.01 제6대 김우영 교장 부임
- 2013.12.27 2013 학교컨설팅사례 우수학교, 제6회 경북eduTop공모전 장려
- 2014.02.18 제12회 졸업식(졸업생 총수 1,838명)
- 2014.09.01 제7대 김용팔 교장 부임
- 2014.10.13 2014년 학교 교육과정 우수학교
- 2015.02.13 제13회 졸업식(졸업생 총수 2,226명)

## 참고 자료
- 김천동신초등학교 - 한국교육학술정보원 학교알리미